# The Terror of Tiny Town
The Terror of Tiny Town (również Terror Tiny Town) – amerykański western w reżyserii Sama Newfielda. Premiera filmu odbyła się 1 grudnia 1938 roku. Całą obsadę filmu stanowią karły, jest to pierwszy w historii film tego rodzaju (drugim jest niemiecki Nawet karły były kiedyś małe, 1970). Produkcja otrzymała głównie negatywne recenzje.

## Fabuła
Film opowiada o młodym kowboju Bucku Lawsonie, który zakochuje się w Nancy Preston. Na przeszkodzie ich miłości stoją ojciec Bucka i stryj Nancy, którzy od wielu lat są wrogami. W dodatku podstępny Bat Haines kradnie bydło zarówno Lawsonowi, jak i Prestonowi i okłamuje obydwu, że wzajemnie kradną sobie krowy. Buck postanawia zająć się sprawą kradzieży i zmierzyć się z wrogiem skłócającym rodziny.

## Obsada
- Billy Curtis – bohater (Buck Lawson)[a]
- Yvonne Moray – dziewczyna (Nancy Preston)
- William „Little Billy” Rhodes – złoczyńca (Bat Haines)
- John Thomas Bambury – właściciel rancza („Pop” Lawson)
- William Platt – bogaty wujek (James „Tex” Preston)
- Joseph Herbst – szeryf
- Charlie Becker – kucharz (Otto)
- Nita Krebs – wampirzyca (Nita)
- Karl Slover – fryzjer (Sammy)
- George Ministeri – kowal (B. Armstrong)
- Fern Formica – Diamond Dolly
- W.H. O'Docharty – stary pijak (barman)
- Jerry Maren – mieszkaniec (niewymieniony w napisach)
- Clarence Swensen – pastor / zarządca rancza (2 role) (niewymieniony w napisach)

## Pozostałe informacje
- Karłowaci aktorzy występujący w tym filmie pochodzą z trupy Jeda Buella, noszącej nazwę Jed Buell's Midgets.
- Wszyscy aktorzy występujący w tym filmie (z wyjątkiem Williama Platta) wystąpili w Czarnoksiężniku z Oz z 1939 roku w rolach Manczkinów. William Rhodes zagrał sędziego, Charlie Becker burmistrza, Billy Curtis mieszkańca śpiewającego słowa And oh, what happened then was rich?, Joseph Herbst i John Bambury wystąpili w rolach żołnierzy, a Yvonne Moray i Nita Krebs członkiń Ligi Kołysanek (ang. The Lullaby League).
- Producent Jed Buell znalazł do filmu 60 osób o średnim wzroście około 120 cm. Jedynie 12 aktorów zostało wymienionych w czołówce.
- August Clarence Swensen nie pojawia się w napisach, pomimo że jego rola była dużo ważniejsza niż. np. George'a Ministeri grającego kowala. Fakt, że nazwisko Swensena nie zostało wymienione najprawdopodobniej wynika z indywidualnej decyzji samego aktora.
- Do filmu użyto około 20 kuców szetlandzkich.